# Ghislaine Deby
Ghislaine Deby was de eigenares van de gelijknamige boetiek op de Waterloolaan 66 in Brussel. Vanaf de jaren ’60 werden de handtassen van het Italiaanse modehuis Gucci ook verkocht in België door de samenwerking tussen Gucci en Deby, die optrad als franchisenemer voor het merk. De handtassen werden eerder al geïmporteerd door boetieks in Londen en New York, maar de Boetiek G. Deby vervulde een pioniersrol als eerste franchisezaak in de geschiedenis van Gucci. Het modehuis vierde in de jaren ’60 zijn hoogdagen en richtte in die periode 10 eigen winkels op in de belangrijkste hoofdsteden, verspreid over drie verschillende continenten. De winkel van Deby viel onder de bevoegdheid van Roberto Gucci en zou later dienen als ondernemingsmodel voor de franchisezaken in de Verenigde Staten.

## Carrière
Ghislaine Deby nam haar intrek in het winkelpand op de Waterloolaan tussen 1960 en 1965. Naast handtassen van Gucci zou Ghislaine Deby in haar winkel ook eigen kledingontwerpen verkocht hebben. Vanaf 1978-1979 wordt ze in het telefoonboek vermeld als “Ghislaine Deby, Boutique exclusivités Gucci-Florence”.
Drie handtassen bevinden zich in de collectie van het Modemuseum Hasselt. Alle drie dragen aan de binnenzijde een inscriptie in gouden letters “GUCCI POUR G. DEBY Bruxelles Made in Italy”. De samenwerking tussen het merk en de Ghislaine Deby lijkt daarom ook op designvlak exclusief te zijn geweest. Typisch voor de ontwerpen van Gucci rond 1960 en ook voor deze handtassen zijn de verwijzingen naar de paardensport en zadel- en tuigmakerij. De handtas uit zwart kalfsleder is afgewerkt met een zadelstiksel en de typische rood-groene canvasband, geïnspireerd op de singel van een paardenzadel. Het soort leder dat men hiervoor gebruikte, werd cuoio grasso genoemd, wat letterlijk ‘vet leder’ betekent. Het leder kwam van een lederlooierij in de wijk Santa Croce in Firenze en paste een specifiek productieproces toe waarbij de huid omgekeerd werd gedroogd en overvloedig ingevet met traanolie. Een tweede handtas werd uitgevoerd in imitatie fineerhout. De afgeronde klep is opnieuw geïnspireerd op de vorm van een paardenzadel. Voor het gebogen handvat werd een stuk bamboe bewerkt met een bunsenbrander. Na de Tweede Wereldoorlog waren traditionele materialen zoals leder en metaal schaars en ging men op zoek naar goedkopere, meer exotische alternatieven. Het bamboehandvat werd één van Gucci’s handelskenmerken en was geliefd bij verschillende filmsterren en echtgenotes van staatshoofden. Onder andere prinses Paola had een exemplaar van deze Bamboo handtas. De natuurkleurige suède handtas met witleren afwerking heeft hetzelfde gepolijste bamboestokje als handvat.
In 1982 vindt een structurele reorganisatie plaats binnen het bedrijf van Gucci. In dat jaar wordt ook de Boetiek Ghislaine Deby overgenomen door de NV Duty & Taks Free Sky Shops Brussels, die vandaag de monopolie op de verkoop van taxfree goederen in de luchthaven van Zaventem in handen heeft. Vanaf 1983-84 verdwijnt de naam van Ghislaine Deby uit de vitrine op de Waterloolaan en wordt de winkel opgenomen in het telefoonboek als GUCCI boutique met een afbeelding van hun wapenschild.